# Cisne-trombeteiro
O cisne-trombeteiro ou cisne-trompeteiro (Cygnus buccinator) é uma ave da ordem Anseriformes, família Anatidae.

## Características
O cisne-trombeteiro é a maior ave natural da América do Norte, com os machos medindo entre 145 a 163 centímetros de comprimento e pesando 11,8 kg (excepcionalmente atingindo cerca de 183 cm e pesando 17 kg), e as fêmeas entre 139 e 150 centímetros e pesando cerca de 10 kg. A envergadura, nos machos, pode chegar próximo dos 3 metros de comprimento.
A plumagem é uniformemente branca, o bico é negro marcado por uma coloração rosada na linha da boca, e as patas são curtas e pretas. Os juvenis são acinzentados e sua plumagem torna-se branca após um ano.

## Alimentação
A dieta consiste basicamente por plantas aquáticas. Durante o inverno, podem alimentar-se de grãos e pasto. Os juvenis alimentam-se de insetos e pequenos crustáceos, alterando sua dieta para a herbivoria nos primeiros meses de vida.